# Martin Candrian
Martin Mathias Candrian (* 11. Juli 1945 in Vitznau; heimatberechtigt in Sagogn) ist ein Schweizer Manager und Hotelier. Er übernahm 1979 die Leitung des Bahnhofsbuffets Zürich, gründete zwanzig Jahre später die Candrian Catering AG und baute sie zu einer der grössten Gastronomiegruppen der Schweiz aus. Heute amtiert er als Verwaltungsratspräsident der Candrian Catering.

## Leben

### Herkunft und Ausbildung
Martin Candrian wurde im Juli 1945 in einem Parkhotel in Vitznau als Sohn von Rudolf Candrian und Lili Candrian geboren. Candrian stammt aus einer traditionellen Gastro-Familie: Seine Eltern waren Gastronomen und führten das Hotel, in dem Martin geboren wurde, und später ein Restaurant im Zürcher Hauptbahnhof.
Candrian studierte an der Hotelfachschule Lausanne und erlernte danach in verschiedenen Hotels auf der ganzen Welt den Beruf des Hoteliers.

### Arbeitsleben
Als 30-Jähriger trat Martin Candrian im Jahr 1975 in den Gastrobetrieb seines Vaters ein und übernahm vier Jahre später, im Jahr 1979, die Leitung der mittlerweile zehn Bahnhofsrestaurants im Hauptbahnhof Zürich in dritter Generation. Im Jahr 1981 wurde Candrian in den Verwaltungsrat es Luxushotels Suvretta House in St. Moritz gewählt, das sein Urgrossvater gegründet hatte. Seit 1993 ist er Präsident des Verwaltungsrats des Suvretta House.
Martin Candrian expandierte seine Geschäfte kontinuierlich. In der Mitte des Jahres 1999 ordnete er sein Imperium neu, gründete die Candrian Catering AG und fasste darin die verschiedenen Einzelfirmen zusammen, die zuvor schon ihm gehört hatten. Ins Unternehmen eingebracht wurden die bisherigen Einzelunternehmen Restaurants Bahnhofbuffet Zürich HB, Bahnhofbuffet Zürich Enge, Restaurant Rapido und Gasthof zum Hirschen am See in Meilen sowie die Anteile an der Aktiengesellschaft Suvretta-Haus. Fortan war Candrian CEO und Verwaltungsratspräsident der neu gegründeten Unternehmung.
Im Mai 2000 gründete Martin Candrian als Schweizer Franchisenehmer der deutschen Restaurantkette Nordsee die Tochtergesellschaft Candrian Seafood AG und eröffnete im Oktober 2000 eine Filiale im Hauptbahnhof Zürich und im Dezember 2000 eine kleinere Filiale in Winterthur. Im November 2001 kam im Hauptbahnhof Zürich eine zweite Filiale hinzu. Ende des Jahres 2009 wurde die Candrian Seafood AG mit der Muttergesellschaft fusioniert und aufgelöst.
Im Jahr 2008 begann Martin Candrian mit der Expansion nach Basel, indem er dort ein Restaurant übernahm. Im Jahr 2010 kamen die Gastrobetriebe am Basler Hauptbahnhof hinzu. Im Folgejahr wurde auch ein Traditionslokal am Barfüsserplatz in Basel ein Teil der Candrian Catering AG. Bis zum Jahr 2012 gehörten in Basel bereits sieben Restaurants zur Gruppe.
Am 1. Juli 2011, nach 32 Jahren als Geschäftsführer, gab Martin Candrian die operative Leitung des Unternehmens ab. Seither konzentrierte er sich auf das Amt des Verwaltungsratspräsidenten. Heute gehört das Unternehmen zu den grössten Gastronomiegruppen der Schweiz. Die Gruppe besteht aus 40 Betrieben und beschäftigt 1000 Mitarbeitende.
Neben dem Engagement für seine eigenen Unternehmungen war Martin Candrian als Verwaltungsrat der Credit Suisse, des Hotels Dolder Zürich und der Engadin St. Moritz Mountains tätig. Seit 2004 ist er Verwaltungsrat der Flughafen Zürich AG.

## Familie
Martin Candrian ist verheiratet, Vater von zwei Töchtern und zwei Söhnen. Er lebt in Zollikon ZH.